# Петрозино, Джо
Джо́ Петрози́но (англ. Joe Petrosino, настоящее имя ─ Джузе́ппе Петрози́но (итал. Giuseppe Petrosino; 30 августа 1860, Падула, Principato Citra — 12 марта 1909, Палермо) — нью-йоркский полицейский, который был пионером в области борьбы с организованной преступностью. Различные методы борьбы с преступностью, выработанные Петрозино за свою правоохранительную карьеру, по-прежнему практикуются различными правоохранительными органами.

## Ранние годы
В 1874 году семья Петрозино эмигрировала в США из Падулы (провинция Салерно), коммуны на юге Италии. Джозеф был отправлен ранее с молодым кузеном Антонио Пупполо к своему деду в Нью-Йорк. 
Несчастный случай с трамваем унёс жизнь деда, и двое молодых кузенов попали в Сиротский суд. Вместо того, чтобы отправить детей в детский дом, судья взял их к себе домой, пока нельзя будет связаться с их родственниками в Италии и принять меры, чтобы перевезти членов семьи. В результате Джозеф Петрозино и его кузен жили в семье с политическими связями, что открыло возможность образования и пути к работе, что не всегда доступно для большинства недавних иммигрантов. 19 октября 1883 года он вступил в NYPD.
Во время службы он подружился с Теодором Рузвельтом, который был комиссаром полиции Нью-Йорка в то время. 20 июля 1895 года Рузвельт выдвинул его на должность детектива-сержанта, ответственного за отдел убийств NYPD, сделав его первым итало-американцем, возглавляющим это подразделение.

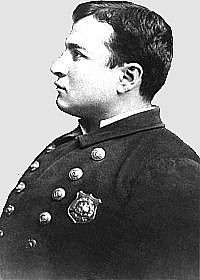
Lt. Joe Petrosino, NYPD, Badge #285

Вершиной его карьеры стал декабрь 1908 года, когда он был переведён в лейтенанты и сделан ответственным за Итальянский отряд, элитный корпус итало-американских детективов, собранный специально, чтобы иметь дело с преступной деятельностью таких организаций, как мафия, которая казалась Петрозино позором итальянцев.

## «Чёрная рука» иЭнрико Карузо
Одним из примечательных случаев работы Петрозино с Итальянским отрядом произошёл, когда итальянский тенор Энрико Карузо, который выступал в Метрополитен-опере в Нью-Йорке, подвергся шантажу бандитов из «Чёрной руки», которые требовали деньги в обмен на его жизнь.
Именно Петрозино убедил Карузо помочь поймать шантажистов.

## Убийство Уильяма Мак-Кинли
Вторым примечательным случаем было его проникновение в итальянскую анархистскую организацию, члены которой убили короля Умберто I. В ходе своей миссии он обнаружил свидетельства того, что организация намерена убить президента Уильяма Мак-Кинли во время его поездки в Буффало.
Петрозино предупредил Секретную службу, но Мак-Кинли проигнорировал предупреждение даже после того, как Рузвельт, который к этому времени стал вице-президентом США, поручился за Петрозино.
Мак-Кинли был убит Леоном Чолгошом в ходе своего визита на Панамериканскую выставку 6 сентября 1901 года.

## Арест Дона
Расследования Петрозино деятельности мафии привели его к Дону Вито Кашо Ферро. В 1903 году Петрозино арестовал его по подозрению в убийстве, но Ферро был оправдан. Позже тот вернулся на Сицилию, где он стал активнее участвовать в делах сицилийской мафии.
В 1909 году Петрозино строил планы поехать в Палермо, на Сицилию, на сверхсекретную миссию. Однако из-за некомпетентности Томаса Бингхэма, нью-Йоркского полицейского комиссара New York Herald опубликовал информацию о миссии Петрозино 20 февраля 1909 года, за несколько дней до его отъезда. Даже осознавая опасность, Петрозино, как и планировалось, поехал в Палермо. Однако это решение оказалось фатальным. Петрозино ошибочно считал, что сицилийская мафия не станет убивать полицейского, как они не убили его в Америке.
12 марта 1909 года, после прибытия в Палермо, Петрозино получил сообщение от кого-то, кто называл себя информатором, просящего детектива встретиться с ним на городской площади Пьяцца Марина, чтобы дать ему информацию о мафии. Петрозино прибыл на встречу, но это была ловушка. В ожидании «информатора» Петрозино был застрелен убийцами мафии.
Ферро был арестован за убийство Петрозино, но был отпущен, после того как соратники обеспечили ему алиби. Тем не менее, позднее он утверждал другим преступникам, что он убил Петрозино, и это помогло продвинуть его к положению Капо ди тутти капи.
По иронии судьбы, Ферро умер в тюрьме в 1940-х годах после ареста в 1927 году, сидя за убийство, которое он, возможно, не совершал.
12 апреля 1909 года похороны Петрозино, в которых приняли участие 250000 человек, были проведены в Манхэттене. Нью-Йорк объявил день его похорон выходным, чтобы позволить своим гражданам оказать ему дань уважения. Небольшая площадь к северу от старой штаб-квартиры полиции Нью-Йорка в 240, Центр-стрит в Манхэттене была переименована в его честь. Его вдова (р. 1869) умерла в 1957 году.

## В массовой культуре
- Среди многочисленных почестей, наград и признаний было переименование небольшого парка в Гринвич-Вилладж, Нью-Йорк, ранее известного как площадь Кенмаре, в честь Петрозино в 1987 году. Lieutenant Joseph Petrosino Square Park Архивная копия от 26 сентября 2007 на Wayback Machine, как и Приз имени Джо Петрозино за журналистские расследования, названы в честь него. В 2010 году Италия выпустила марки с изображением Петрозино и со Статуей Свободы и Бруклинским мостом на заднем плане. Стоимость в 0,85 евро делает её идеальной для открытки в США.
- История Петрозино обсуждалась на 2-часовой программе Godfathers History Channel, которую показывали с комментариями относительно его жизни Марио Куомо (бывшего губернатора Нью-Йорка) и Бернарда Керика (бывшего комиссара полиции Нью-Йорка)
- О Петрозино сняты 3 биографических фильма с Эрнестом Боргнайном и Лайонелом Стэндером в главных ролях. Он также был предметом двух итальянских телесериалов, где его играли Беппе Фиорелло и Адольфо Чели.
- Фредерик Нолан написал два романа, основанных на карьере Петрозино в NYPD.
- Итальянский культурный сайт ItalianAware недавно назвал Петрозино самым плодовитым италоамериканским иммигрантом за всю историю[3].